# Château des Guichardots
Le château des Guichardots est un château situé à Saint-Gérand-de-Vaux, en France.

## Localisation
Le château est situé dans la commune de Saint-Gérand-de-Vaux, dans le département de l'Allier, en Auvergne-Rhône-Alpes.

## Historique
L'édifice est inscrit au titre des monuments historiques en 2002.